# Richard Delang
Arthur Richard Delang (* 11. März 1906 in Reichstädt; † nach 1942) war ein deutscher Parteifunktionär (NSDAP). Er war Kreisleiter und Fraktionsführer in Dippoldiswalde und später als Kreisleiter in Pommern und im Warthegau eingesetzt.

## Leben
Delang schlug nach dem Schulbesuch eine Verwaltungslaufbahn ein und wurde Verwaltungsangestellter, später Handelsvertreter in Dippoldiswalde. Bereits früh schloss er sich nationalsozialistischen Ideen an und trat zum 1. Juni 1930 der NSDAP bei (Mitgliedsnummer 250.838), in der er zum Kreisleiter in Dippoldiswalde ernannt wurde. Bereits seit 1929 war er maßgeblich an der im Januar 1933 erfolgten „Machtergreifung“ der Nationalsozialisten im Osterzgebirge beteiligt. Im Februar 1933 wurde er in den Bezirkstag der Amtshauptmannschaft Dippoldiswalde gewählt und dort zum Fraktionsführer der NSDAP ernannt. Im Mai 1934 reiste er gemeinsam mit dem Altenberger Bürgermeister zu Adolf Hitler, um diesen als Dank eine Schale aus Altenberger Feinzinn zu überreichen.
In der zweiten Jahreshälfte 1934 vermehrten sich öffentliche Gerüchte über Verfehlungen des Kreisleiters Delang. Am 6. Oktober 1934 wurde u. a. in der Weißeritz-Zeitung allen üblen Denunzianten und lose[n] Schandmäulern durch die NSDAP-Kreisleitung Dippoldiswalde zur Kenntnis gebracht, dass bereits Strafanzeigen gegen einige der Gerüchtemacher gestellt worden seien. Ungeachtet dessen veröffentlichte am nächsten Tag das sozialdemokratische Wochenblatt „Neuer Vorwärts“, dass Delang Kreisleiter geworden sei, „obwohl er bereits wegen Diebstahl mit 3 Monate Gefängnis vorbestraft war“. Der „Neue Vorwärts“ warf Delang öffentlich vor, neuerdings Sammelbüchsen geöffnet und Beträge unterschlagen zu haben.
Im Januar 1935 erfolgte auf Anordnung der Reichsleitung der NSDAP die sofortige Versetzung Delang von Dippoldiswalde als NSDAP-Kreisleiter nach Pommern. Von der linientreuen Presse wurde damals berichtet, dass er „einem ehrenvollen Ruf“ gefolgt sei. Es sei ihm gelungen, den Geist der Kameradschaft wachzuhalten und die Idee des Nationalsozialismus in weiteste Kreise zu pflanzen. In Neustettin fand Delang eine neue Heimat. 1938 wurde er Vorsitzender des Ehrenhofes im Kriegsopferverband. Nach dem Beginn des Zweiten Weltkrieges und dem deutschen Überfall auf Polen wurde er als Kreisleiter (Oberbereichsleiter) der NSDAP in Ostrowo eingesetzt. Dort erließ er 1940 Maßregeln an die polnische Bevölkerung.
1941 erfolgte seine Einsetzung als NSDAP-Kreisleiter in Gasten. Während seiner aktiven Teilnahme am Zweiten Weltkrieg wurde er dort ab 1942 vertreten und blieb offiziell bis 1945 im Amt.